# سلبادور غارثيا اغيلار
سلبادور غارثيّا اغيلار (بالإسبانية: Salvador García Aguilar) (1925 - 2000) كاتب إسباني معروف فاز بجائزة نادال للأدب في إسبانيا عام 1983 عن عمله «غبطة الإنسان» أو «ابتهاج الإنسان» (بالاسبانية: Regocijo en el hombre)، والهيبة التي تعطي هذا العمل، وقال أنه نشر عدة روايات، وخاصة الروايات التاريخية وكتاب القصة. ولد في راجالاس، اليكانتي، في عام 1925، على الرغم من أنه عاش معظم حياته في مولينا دي سيغورا، مورسيا، حيث كان اسمه ابن بالتبني.